# Théophile Thoré-Bürger
Étienne Joseph Théophile Thoré (más néven Théophile Thoré-Bürger, La Flèche, Franciaország 1807. június 23. – Párizs, Franciaország 1869. április 30.) francia műkritikus, művészettörténész. Ő fedezte fel újra Jan Vermeer van Delft művészetét.

## Élete és munkássága
Kritikákat az 1830-as években kezdett írni, a júliusi forradalom utáni időszakban (1830–1848). Az 1840-es években művészeti kritikái esztétikai és politikai területekre is nagymértékben kiterjedtek. Magasztalta Eugène Delacroix, Théodore Rousseau és a barbizoni iskola más tagjainak munkáit, korholta az olyan konzervatív festőket, mint Jean Auguste Dominique Ingres, vagy az olyan sokkal ismertebb festőket, mint Paul Delaroche vagy Horace Vernet. 1842-ben ő és Paul Lacroix (1806–1884) egy magánügynökséget hoztak létre, hogy képeket áruljanak és támogassák az Allaince des Arts-ot. Egy újságot is kiadtak. 1844 és 1848 között Thoré volt a Le Constitutionell című lap kritikusa. Az 1848-as forradalom radikális támogatása miatt 1849-ben menekülnie kellett. 1859-ben tért vissza, folytatta az írást a Második Császárság idején (1851–1870) is. 1855-ben a holland hangzású Willem Bürger álnevet kezdte használni, írásait az észak-európai művészetre összpontosította. Irattári kutatásai révén újra felfedezte Jan Vermeer van Delft és más 17. századi holland festők (mint például Frans Hals) művészetét.
Kritikái gúnyolták a francia barokk festészetet, mint olyat, amit nagyban átjárt az olasz hatás. Dicsőítette a 17. századi holland művészet naturalizmusát. Továbbra is sajnálta az Akadémia és a Második Császárság sötét történelmi festészetét, különösen Jean-Léon Gérôme és Alexandre Cabanel műveit. Ezzel szemben kedvelte a realista Gustave Courbet-t (az egyik kedvence volt), Jean-François Millet-t, valamint az impresszionista Édouard Manet, Claude Monet és Auguste Renoir művészetét.
Az 1860-as évek elején elkezdte vásárolni Vermeer festményeit. A Virginál mellett álló hölgy című képet  1864 körül szerezte meg, a Leány gyöngy fülbevalóval című képet Henry Grevedontól vette meg 1866 júniusában. A Hölgy virginálnál című képet több mint 2000 frankért vette meg 1867-ben. Gyűjteménye eladásával Vermeer képei a nagyközönség elé kerültek.

## Művei
- Dictionnaire de phrénologie et de physiognomonie, à l'usage des artistes, des gens du monde, des instituteurs, des pères de famille, des jurés, etc., 1836 Texte en ligne
- La Vérité sur le parti démocratique, 1840 Texte en ligne
- Catalogue de dessins des grands maîtres, provenant du cabinet de M. Villenave, 1842
- Le Salon de 1844, précédé d'une lettre à Théodore Rousseau, 1844
- Dessins de maîtres, Collection de feu M. Delbecq, de Gand, 1845 Texte en ligne
- Catalogue des estampes anciennes formant la collection de feu M. Delbecq, de Gand, 1845 Texte en ligne
- La Recherche de la liberté, 1845
- Le Salon de 1845, précédé d'une lettre à Béranger, 1845
- Le Salon de 1846, précédé d'une Lettre à George Sand, 1846 Texte en ligne
- Le Salon de 1847, précédé d'une Lettre à Firmin Barrion, 1847 Texte en ligne
- Mémoires de Caussidière, ex-préfet de police et représentant du peuple, avec Marc Caussidière, 2 vol., 1849 Texte en ligne 1 2
- La Restauration de l'autorité, ou l'Opération césarienne, 1852
- Dans les bois, 1856
- En Ardenne, par quatre Bohémiens. Namur, Dinant, Han, Saint-Hubert, Houffalize, La Roche, Durbuy, Nandrin, Comblain, Esneux, Tilf, Spa, en collaboration, 1856
- Trésors d'art exposés à Manchester en 1857 et provenant des collections royales, des collections publiques et des collections particulières de la Grande-Bretagne, 1857
- Amsterdam et La Haye. Études sur l'école hollandaise, 1858
- Çà & là, 1858
- Musées de la Hollande, 2 vol., 1858-1860
- Études sur les peintres hollandais et flamands. Galerie d'Arenberg, à Bruxelles avec le catalogue complet de la collection, 1859
- Musée d'Anvers, 1862
- Trésors d'art en Angleterre, 1862
- Van der Meer (Ver Meer) de Delft, 1866
- Les Salons : études de critique et d'esthétique, 3 vol., 1893
- Thoré-Bürger peint par lui-même : lettres et notes intimes, 1900 Texte en ligne